# Trentepohlia (Mongoma) nigrescens
Trentepohlia (Mongoma) nigrescens is een tweevleugelige uit de familie steltmuggen (Limoniidae). De soort komt voor in het Australaziatisch gebied.